# Цитохром b-245, альфа-цепь
Цитохром b-245, альфа-полипептид, или p22-phox (также англ. flavocytochrome b-558 alpha polypeptide) — трансмембранный белок, субъединица цитохрома b, состоящего из лёгкой цепи (альфа) и тяжёлой цепи (бета). Ген CYBA кодирует лёгкую альфа-субъединицу, необходимый компонент практически всех NADPH-оксидаз. Образует гетеродимер с тяжёлой цепью цитохрома, основным каталитическим компонентом NADPH-оксидаз, требующих, однако, для активации взаимодействия с несколькими регуляторными белками. Играет роль в продукции супероксидов и фагоцитозе.

## Функция и роль в патологии
Альфа-цепь цитохрома стабилизирует структуру основной субъединицы. При отсутствии альфа-цепи бета-цепь синтезируется в эндоплазматическом ретикулуме, но не достигает плазматической мембраны, а подвергается внутриклеточной деградации. Мутации гена CYBA ассоциированы с аутосомальным рецессивным хроническим грануломатозом, который характеризуется неспособностью активированных фагоцитов генерировать супероксид, необходимый для бактерицидной активности этих клеток.